# بيرواش العليا (آق التين)
بیرواش العلیا (بالفارسية: پیرواش علیا) هي قرية تقع في إيران في غلستان. يقدر عدد سكانها بـ 638 نسمة بحسب إحصاء 2016.